# Confraternita di Maria Santissima Addolorata e san Domenico
La confraternita Maria Santissima Addolorata e San Domenico è una confraternita di Taranto, fondata nel 1670.

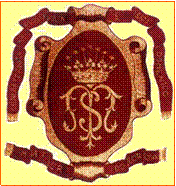
Stemma della Confraternita

## Storia
La confraternita fu fondata nella chiesa di San Domenico Maggiore di Taranto dai padri domenicani nel 1670, col titolo di "San Domenico in Soriano", in ricordo degli eventi prodigiosi avvenuti in Soriano Calabro nel 1580 e con lo scopo di alimentare la devozione verso san Domenico, fondatore dell'ordine.
La confraternita ebbe il regio assenso da re Ferdinando IV di Borbone nel 1777 e nello stesso anno si diede un nuovo statuto, che fra le varie regole imponeva che la carica di padre spirituale della congrega fosse un frate domenicano del convento.
A metà del XVIII secolo fu eletto padre spirituale della congrega il canonico abate Vincenzo Cosa, che volle introdurvi il culto della Madonna Addolorata, donando la statua che la raffigurava e la relativa "cassa delle robbe". In seguito alla pratica devozionale dei sette dolori di Maria il sodalizio ricevette nel 1794 dalla Real Camera di Santa Chiara di Napoli il permesso di solennizzare la festa della Madonna Addolorata ("festa grande") con solenne processione della statua.
In seguito al prevalere per la devozione all'Addolorata e alla incessante predicazione dei Servi di Maria in Taranto, i confratelli chiesero all'arcivescovo monsignor Giuseppe Rotondo di poter fondare la confraternita di Maria Santissima Addolorata": la richiesta fu accolta nel 1870 e il nuovo sodalizio fu agreggato al preesistente di confraternita di San Domenico in Soriano.
Al 1872 risale l'inizio del "pellegrinaggio della Vergine Addolorata" del Giovedì santo, durante il quale i confratelli visitavano gli altari della reposizione portando in processione la statua dell'Addolorata ("festa piccola").

## Festa grande

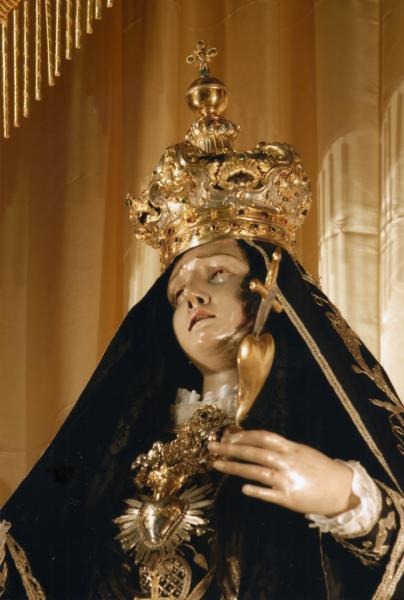
Statua della Madonna Addolorata durante la festa di settembre

Sin dal 1794 nel mese di settembre la confraternita si prepara a celebrare la festa dell'addolorata con un solenne settenario durante il quale viene recitata la corona dei sette dolori. Oltre alle funzioni religiose vi sono svariate iniziative culturali, musicali e benefiche. Durante le celebrazioni del 15 settembre, giorno dell'Addolorata, si tiene l'aggregazione dei nuovi confratelli e consorelle. Alla terza domenica di settembre si svolge la grande e lunga processione per le vie del centro storico della città e si affaccia al borgo nuovo

## Funzioni quaresimali
Nel periodo di Quaresima ogni domenica si svolgono solenni Via Crucis nella chiesa di San Domenico, accompagnate da brani musicali composti da fra Serafino Marinosci OFM all'inizio del Novecento su versi di Pietro Metastasio. Nella quinta domenica di Quaresima la Via Crucis si svolge per le strade del Centro Storico con un corteo di confratelli preceduti dalla "Croce dei Misteri".

## Festa piccola

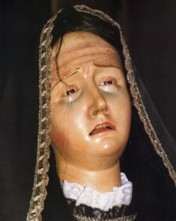
Mater Dolorosa

Nel venerdì della settimana che precede la Settimana Santa si celebra la cerimonia della "Compassio Virginis" detta "dei Sette dolori", una funzione liturgica durante la quale un predicatore esegue delle meditazioni sui dolori della Vergine, intramezzata da brani musicali eseguiti dal coro. Al termine della funzione si svolge una piccola processione all'interno della chiesa al termine della quale il celebrante impartisce la benedizione.

## I riti della Settimana Santa

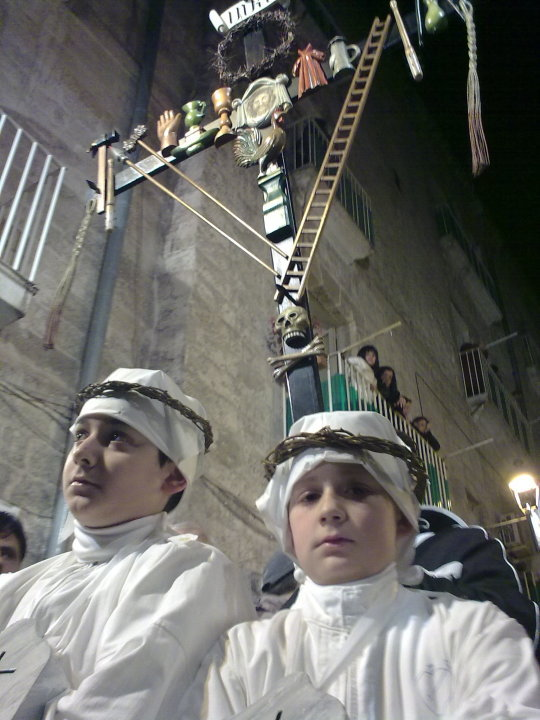
Pesàre in Processione

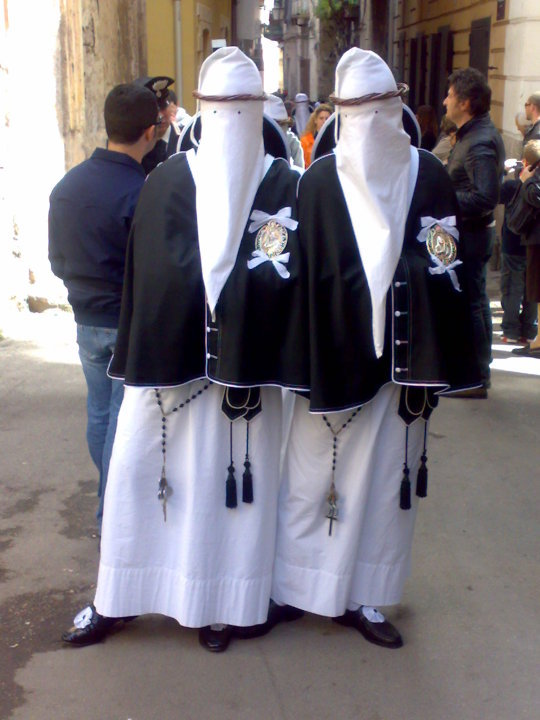
Posta di confratelli col cappuccio calato

La confraternita è protagonista dei riti della Settimana Santa di Taranto: poco prima della mezzanotte del Giovedì Santo la processione dell'Addolorata esce dalla chiesa di San Domenico Maggiore; chiamata in passato "pellegrinaggio", durante il suo svolgersi vede i confratelli avanzare a un passo lentissimo detto nazzecàte componendo un caratteristico corteo così formato:
- "troccola" (strumento che rimpiazza il suono della campana che dovrebbe cadenzare il passo della processione), il portatore è detto per l'appunto "troccolante";
- "pesàre" (coppia di bambini figli di confratelli che portano al collo una finta pietra, detta appunto "pesàre", usata un tempo come strumento di disciplina nelle congreghe),
- "Croce dei misteri" (una nuda croce in legno che porta attaccati i simboli della passione di Cristo)
- 15 "poste" (coppie di confratelli incappucciati che compongono il corteo, in numero di 15 come le poste del Rosario; la prima per numerazione - ma ultima per collocazione - è costituita dal "Trono", vedi oltre)
- 3 crociferi, che si interpongono fra le poste (confratelli incappucciati senza mozzetta, che - procedendo scalzi - portano a spalla una croce di legno, in numero di 3 come le cadute di Cristo sul Calvario)
- il "trono" (tre confratelli che rappresentano il governo confraternale; il confratello che si trova al centro regge il "bastoncino" segno del comando, che in passato veniva portato dal priore)
- clero presieduto dal padre spirituale della confraternita
- il simulacro della Madonna Addolorata, retto da 8 confratelli: 4 in abito di rito detti "sdanghieri" e altri 4 in abito nero e papillon, detti "forcelle").

Alla processione partecipano inoltre due bande che eseguono marce funebri. Viene accompagnata da tre "mazzieri", liberi di muoversi lungo essa, che hanno il compito di regolare l'andatura e la distanza tra i confratelli.
Dietro il simulacro della Vergine del Dolore, una lunga teoria di fedeli, uomini e donne, spesso scalzi, con dei ceri votivi, seguono il lento incedere della processione.
Dopo il rientro della processione, verso le ore 14, la confraternita partecipa alla Veglia Pasquale ed alla messa della Resurrezione nella notte di Pasqua concludendo così le celebrazioni del triduo pasquale e della Settimana Santa.

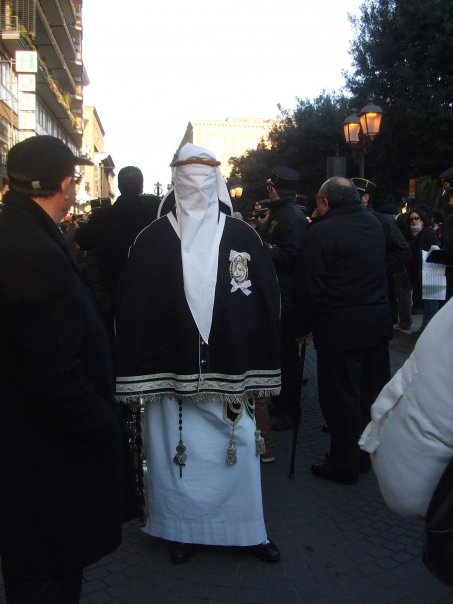
Troccolante
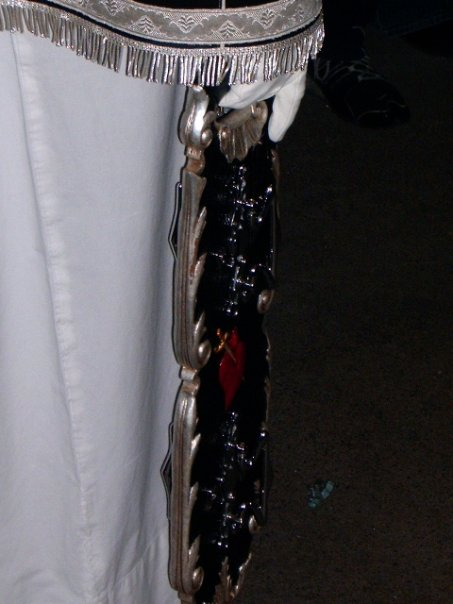
Troccola (particolare)
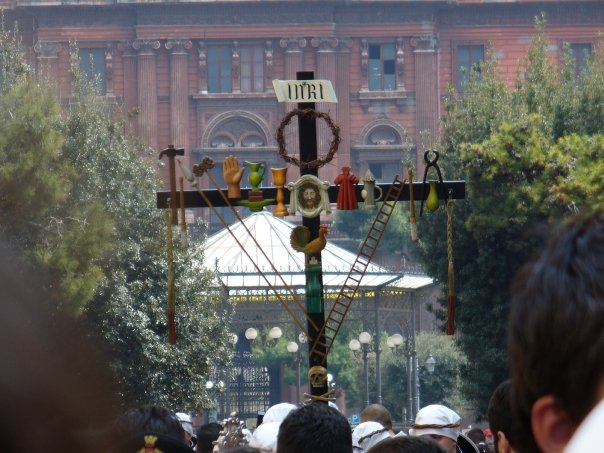
Croce dei misteri
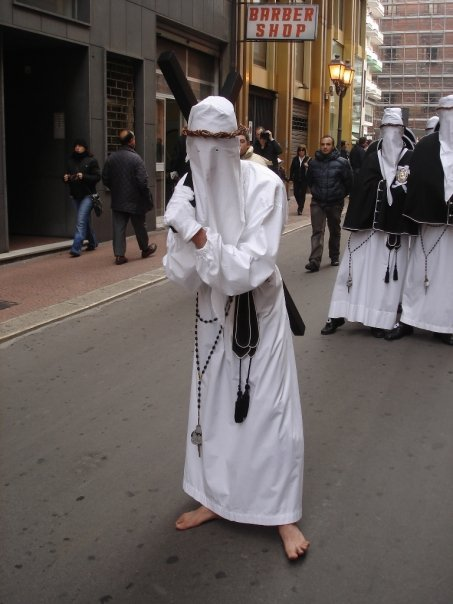
Crocifero
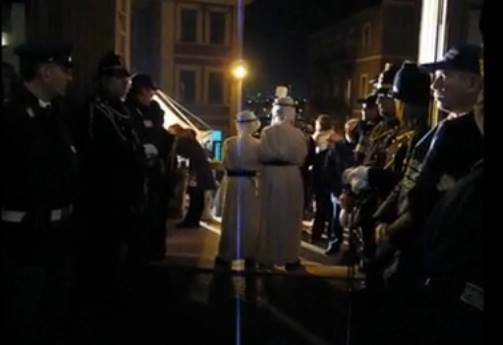
pèsare

## Abito di Rito

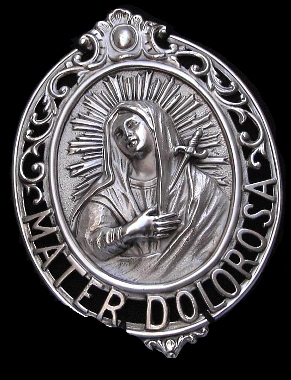
Medaglione della mozzetta

L'abito di rito dei confratelli e così composto:
- mozzetta nera con profili bianchi e cucito sulla sinistra un medaglione con l'effigie dell'Addolorata, con la scritta "MATER DOLOROSA"
- camice bianco con cappuccio bianco raccolto sulla testa, che viene calato sul volto durante i riti della Settimana Santa; in tale occasione è tenuto fermo da una corona di giunchi intrecciati che evoca quella di spine che cinse il capo di Gesù
- fascia nera con due nappe nere che rievoca quella sulla immagine della Vergine
- corona del Rosario legata in vita con medaglie devozionali
- scarpe nere con lacci, calze e coccarde bianche dette in dialetto "chiancaredd"
- cappello nero nastrato di bianco calato sulle spalle
- guanti bianchi

In base alla gerarchia la mozzetta può avere dei galloni argentati, in dialetto detti "frisi", che distinguono gli amministratori dai confratelli semplici.